# Relações entre Alemanha e Áustria
As relações entre a Áustria e a Alemanha são especialmente estreitas devido à sua história, cultura e língua partilhadas; sendo os alemães o grupo étnico e o alemão a língua oficial de ambos os países.
Os ancestrais dos austríacos foram os germânicos Baiuvarii (antigos bávaros alemães). Os Baiuvarii se originaram no sudeste da Alemanha, no norte da Germânia, e se mudaram para a atual Áustria no período de migração, após invasões germânicas bem-sucedidas da Roma Antiga. Outros povos germânicos e não-germânicos foram estabelecidos na atual Áustria no início da história, mas os Baiuvarii estabeleceram o Ducado da Baviera, que viria a ser o estado austríaco moderno. De 788 a 843; A Baviera, incluindo a atual Áustria, foi governada pelos francos germânicos ocidentais como Francia. Mais tarde, a Áustria da Baviera ficou sob o domínio da Frância Oriental (Reino da Alemanha) de 843 a 972. Em seguida, separou-se do Ducado da Baviera como um estado em 972, e de 972 a 1806 a Áustria (sem incluir suas terras não alemãs) e outros estados alemães foram um núcleo e mais tarde parte dominante do Sacro Império Romano-Germânico, que era oficialmente um alemão. governo desde 1512 e principalmente liderado pela própria Áustria. A Confederação Alemã também foi liderada pela Áustria de 1815 a 1866. Em 1866, a Áustria foi inicialmente separada da Alemanha e a Confederação Alemã foi dissolvida. Em 1867, o Império Austro-Húngaro multiétnico foi estabelecido e liderado pela Áustria; foi rivalizado pela Confederação da Alemanha do Norte de 1866 a 1871 e o Império Alemão liderado pelo Reino da Prússia rivalizou com a Áustria. Militarmente, a Áustria (Áustria-Hungria) e a Alemanha (Império Alemão) eram aliadas entre si na época.
Em 1918, após o fim da Primeira Guerra Mundial e com a queda da Áustria-Hungria e do Império Alemão, a Áustria renomeou-se brevemente como República da Áustria Alemã numa tentativa de união com a Alemanha; uma ação proibida pelo Tratado de Saint-Germain-en-Laye (1919) criado pelos vencedores da Primeira Guerra Mundial contra a Alemanha e a Áustria e como resultado; durante grande parte do período entre guerras, a Áustria e a Alemanha continuaram a permanecer como entidades separadas e distintas.
No entanto, em 1938, a revanchista Alemanha Nazista liderada pelo austríaco Adolf Hitler anexou a Áustria à Alemanha, no que viria a ser chamado de Anschluss. Na sequência do facto de a Áustria, sob o controlo dos Aliados, ter reivindicado a independência para ser separada da Alemanha em 27 de Abril de 1945, a identidade alemã na Áustria foi enfraquecida. O Tratado do Estado Austríaco de 1955 para permitir que a Áustria ganhasse o poder dos Aliados que ocupavam o país também proibiu a reunificação da Alemanha e da Áustria. A teoria da primeira vítima foi muito popular na Áustria desde o seu início em 1949 até 1988, de que a Áustria foi a primeira vítima da Alemanha nazi e, portanto, não teve nada a ver com os crimes da Alemanha nazi, mas esta teoria foi refutada pelos próprios austríacos desde 1988. Em 1990, a Alemanha foi reunificada, mas ainda sem a Áustria.
Após a entrada da Áustria na União Europeia (UE) em 1995, ambos são estados membros da UE e têm a mesma moeda e fronteiras livres; no entanto, enquanto a Alemanha é um país membro da OTAN desde 1955, a Áustria, de acordo com o seu estrito requisito constitucional de neutralidade, não é membro da OTAN.
Desde 2004, reuniões de países de língua alemã são realizadas anualmente com seis participantes, incluindo Alemanha e Áustria.

## História
A Áustria foi separada do Ducado Alemão da Baviera em 972.

### Sacro Império Romano-Germânico

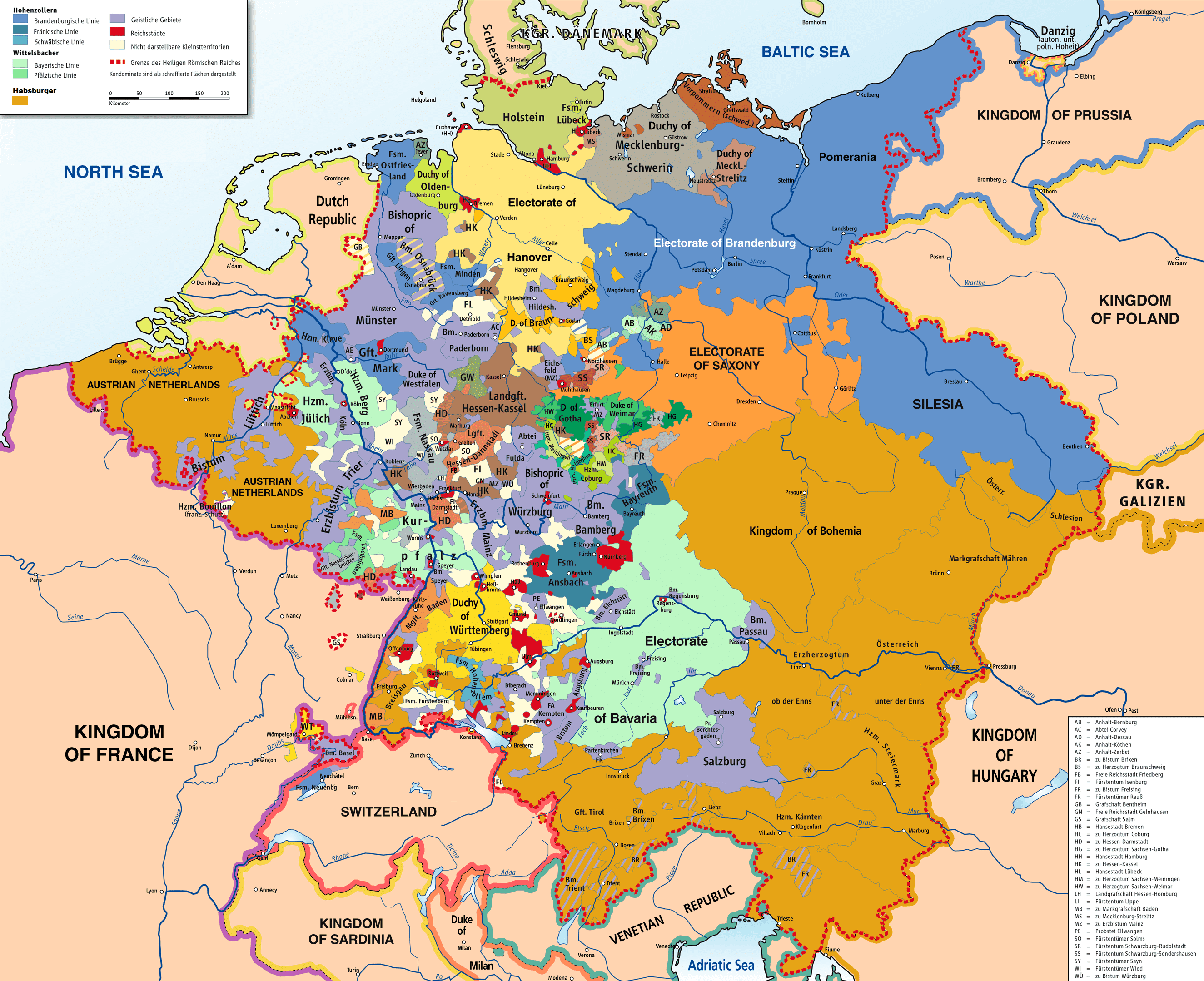
O Sacro Império Romano em 1789, mostrando os territórios austríacos (marrom) e os territórios prussianos (azul)

Em vários momentos, ao longo da Idade Média e da Idade Moderna, o Sacro Império Romano (HRE) abrangia a maior parte dos actuais territórios da Alemanha, Áustria, Boémia (República Checa), Eslovénia, norte de Itália e oeste da Polónia. A Casa dos Habsburgos tornou-se a família governante do Império em 1440; a família assim permaneceria até a dissolução do Império em 1806.
A Áustria tem sido a sede do poder dos Habsburgos e o estado dominante dentro do reino. Os numerosos estados alemães (dentro do HRE) lutavam constantemente por poder e influência; eles frequentemente guerreavam entre si. No século XVIII, o Reino da Prússia ascendeu como outra potência influente dentro do HRE; portanto, a Prússia tornou-se o principal rival da Áustria pelo domínio sobre os estados alemães vizinhos. A Prússia e a Áustria travaram uma série de guerras pela província da Silésia (no atual sudoeste da Polónia) entre 1740 e 1763. A Áustria e a Prússia cooperaram nas Partições da Polônia e na Segunda Guerra de Schleswig, que resultou em anexações de território polaco e dinamarquês.

### Guerras Napoleônicas e Confederação Alemã
O Sacro Império Romano chegou ao fim durante as Guerras Napoleônicas nas décadas de 1790 e 1800, a Áustria e a Prússia aliaram-se entre si, mas lutaram sem sucesso contra o Império Francês. Em 1804, Francisco II, o Sacro Imperador Romano, proclamou o Império Austríaco, já que os restantes Estados alemães se tornaram clientes do Império Francês de Napoleão sob a Confederação do Reno.
Após a derrota de Napoleão em 1815, a Áustria criou a Confederação Alemã como uma nova organização entre os Estados Alemães, na qual a Prússia e a Áustria se reunificaram. Foi durante este período que a ideologia do pan-germanismo começou a crescer. A Confederação Alemã carecia de um monarca ou de um governo central com força unificadora real. Como resultado, o dualismo dentro da Confederação Alemã lançou as bases para a tensão diplomática entre a Prússia e a Áustria, que tinham ambições de criar uma Alemanha unificada sob as suas diferentes propostas.
A Áustria propôs unir os estados alemães numa união centrada e dominada pelos Habsburgos; A Prússia, no entanto, esperava tornar-se a força central na unificação dos estados alemães e excluir a Áustria dos seus assuntos. Em 1834, a Prússia conseguiu criar uma União Aduaneira Alemã com os estados do norte da Alemanha, com a esperança de uma união política como próximo passo. A tensão acabou dando origem à Guerra Austro-Prussiana de 1866 (Guerra Fraterna dos Alemães). Otto von Bismarck, chanceler da Prússia, aliou-se à Itália para cercar a Áustria e provocar a derrota desta última. O Império Austríaco foi dissolvido na Monarquia Dual da Áustria-Hungria, com a perda de sua influência sobre os estados do sul da Alemanha (Baden-Württemberg e Baviera).

### Império Alemão sem a Áustria

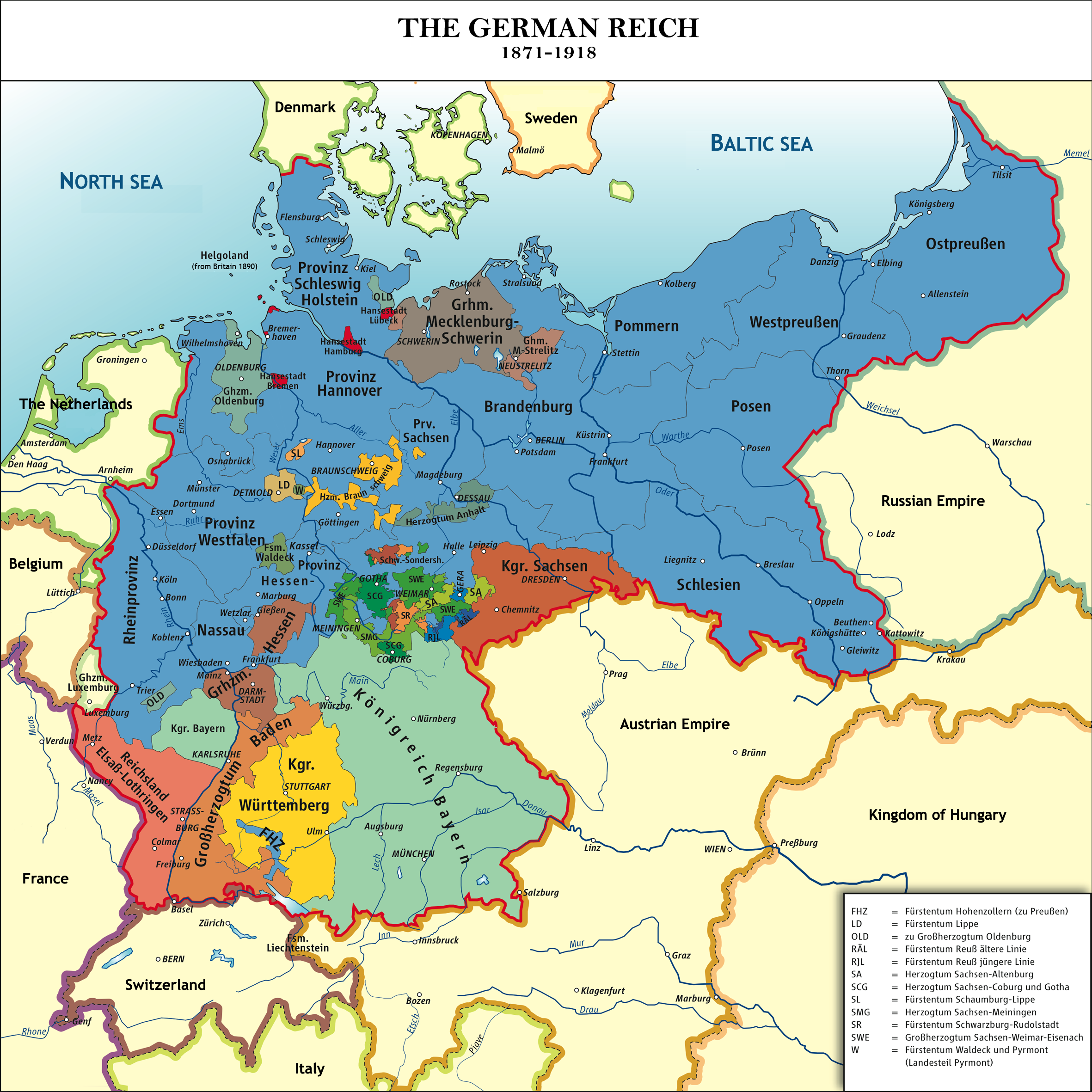
O Império Alemão sem a Áustria

Em 1867, a nova Confederação da Alemanha do Norte foi declarada por Bismarck. Após a vitória da Prússia na Guerra Franco-Prussiana em 1870, na qual o exército prussiano entrou e marchou sobre Paris, Bismarck anunciou a criação do Império Alemão e excluiu a Áustria-Hungria apenas nesta Alemanha unificada. A Áustria-Hungria voltou então as suas ambições imperiais para a Península Balcânica; enquanto o Império Alemão se concentrou na construção de armamentos numa corrida contra o Reino Unido da Grã-Bretanha e Irlanda. No entanto, tanto o Império Alemão como a Áustria-Hungria forjaram uma aliança militar com o Reino da Itália, formando a Tríplice Aliança (1882). Na década de 1910, a ambição da Áustria-Hungria de transformar a Sérvia no seu protetorado facilitou o assassinato do arquiduque Francisco Ferdinando (1914), herdeiro do trono da Áustria-Hungria. Quando a Áustria-Hungria inventou desculpas para uma guerra (Primeira Guerra Mundial) contra a Sérvia, a Alemanha, reivindicando os termos da Aliança de defesa militar passiva em vez de agressão total, entrou relutantemente na guerra ao lado da Áustria-Hungria.

### Período entre guerras

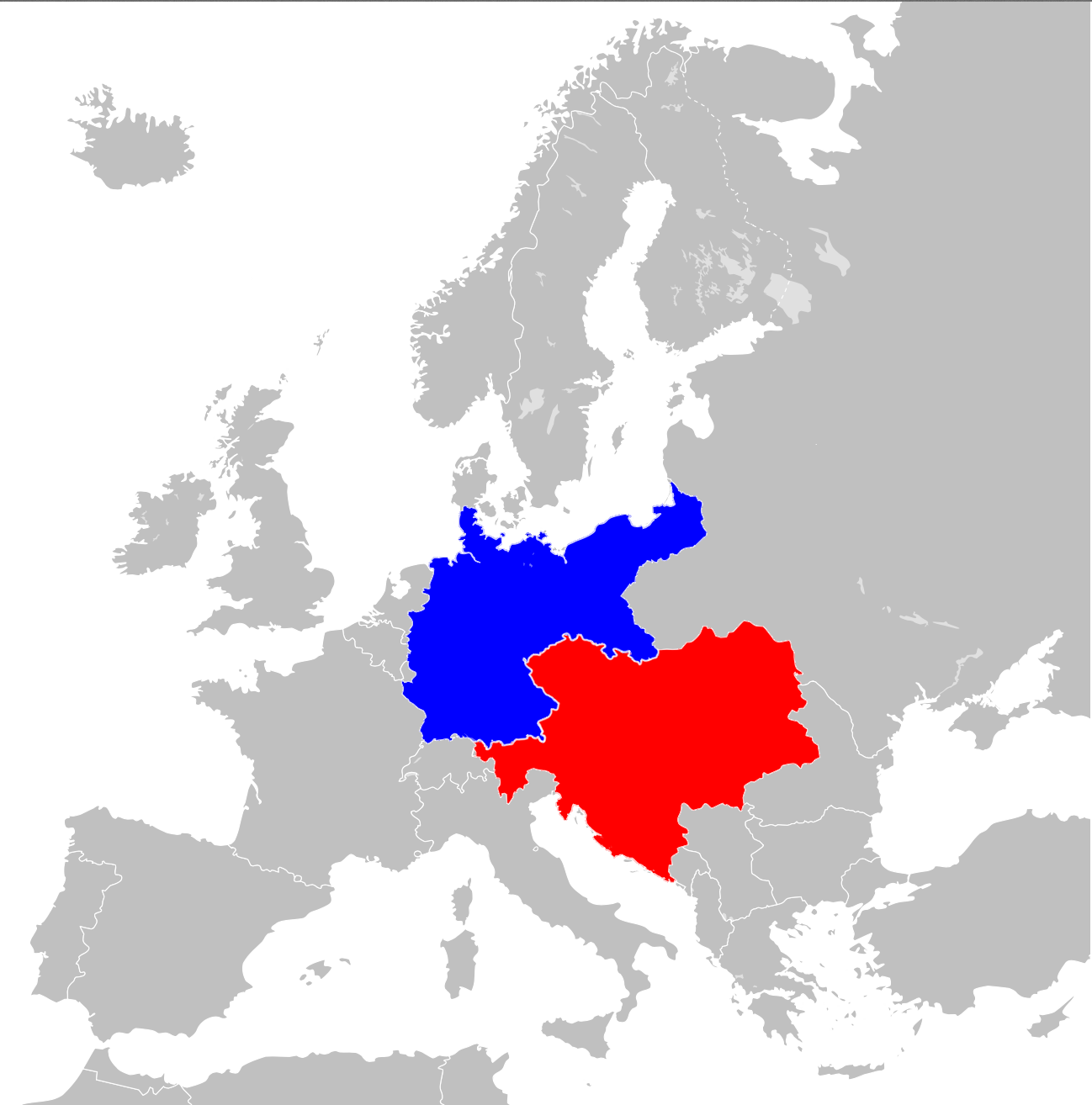
A Dupla Aliança em 1914, Império Alemão em azul e Império Austro-Húngaro em vermelho.

Depois de perder a guerra, os Habsburgos da Áustria-Hungria foram derrubados e o Kaiser Guilherme II da Alemanha abdicou em 1918. Tanto a Alemanha como a Áustria tornaram-se repúblicas e foram severamente punidas no Tratado de Versalhes (1919) e no Tratado de Saint-Germain-en-Laye A Áustria perdeu mais de 60% do seu território pré-guerra (principalmente colonizado por alemães não étnicos) e foi enormemente reduzida a um estado remanescente, a República da Áustria Alemã. A grande maioria em ambos os países queria a unificação com a Alemanha (atual República de Weimar) numa grande nação alemã, mas isto foi estritamente proibido pelo Tratado de Versalhes para evitar um estado alemão dominante.
Em 1 de Setembro de 1920, a República de Weimar e a Áustria concluíram um acordo económico. Ambos os países, no entanto, enfrentaram graves dificuldades económicas, hiperinflação, desemprego em massa e tumultos constantes após a guerra. Depois que Adolf Hitler, nascido na Áustria, chegou ao poder na Alemanha em 1933, ele exigiu o direito à Anschluss (união) entre a Áustria e a Alemanha. Isto foi inicialmente bloqueado pelo governo fascista italiano sob Benito Mussolini, que cooperou com os seus homólogos austríacos Engelbert Dollfuss e Kurt Schuschnigg, temendo exigências territoriais retrospectivas de Hitler sobre Südtirol (Tirol do Sul) (perdidas para a Itália em 1919). Mussolini forçou com sucesso Hitler a renunciar a todas as reivindicações sobre a Áustria em 11 de julho de 1936.

### A Alemanha anexa a Áustria no Anschluss em 1938

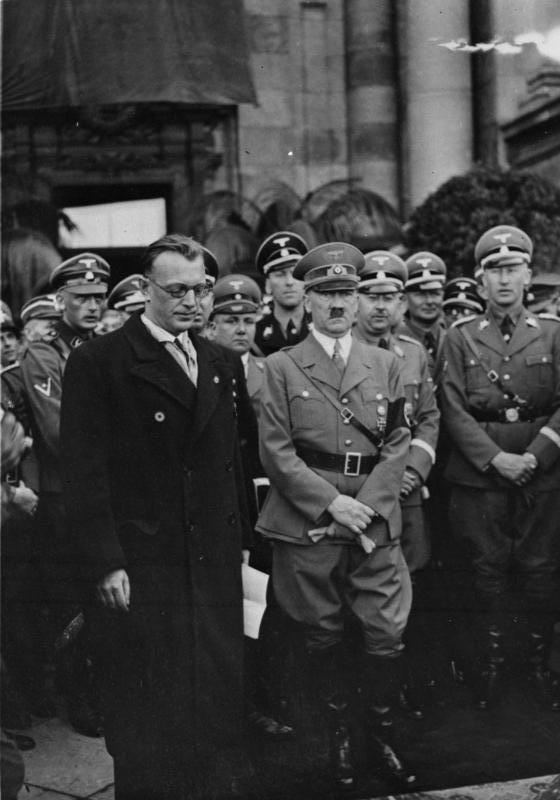
O líderes nazistas austríacos Adolf Hitler e Arthur Seyss-Inquart. Hitler anexou o país à Alemanha com o Anschluss em 1938.

Depois de 1936, Hitler e Mussolini estabeleceram uma relação mais estreita em preparação para as ambições expansionistas da Alemanha. Hitler usou o Partido Nazista da Áustria para influenciar a opinião pública e organizou um golpe contra o governo fascista austríaco em 1938. Quando Hitler decidiu abster-se de reclamar o Tirol do Sul, Mussolini abandonou a sua promessa de proteger a independência da Áustria.
Berlim juntou-se à força à Áustria e à Alemanha em março de 1938, apesar de ter sido proibida pelos tratados de Versalhes e St. A França bloqueou uma tentativa de estabelecer uma união aduaneira entre os dois países em 1931. Em 1934, os nazistas austríacos tentaram um golpe de estado e mataram o chanceler Engelbert Dollfuss . No entanto, o golpe falhou: foi frustrado por unidades leais da polícia e do exército, bem como pelo apoio italiano à independência austríaca. Depois de 1936, a Áustria ficou isolada como resultado da colaboração estratégica entre a Itália e a Alemanha. Kurt Schuschnigg, o Chanceler da Áustria, foi pressionado por Hitler a aceitar ministros nazistas em seu governo. Apesar de pedir um plebiscito sobre o Anschluss, Schuschnigg cancelou a votação. Arthur Seyss-Inquart foi um político nazista austríaco que serviu como ministro da polícia. Ele não fez nada quando os apoiantes nazistas desencadearam pogroms antijudaicos e motins políticos a favor do Anschluss. Em 11 de março, Schuschnigg renunciou, Seyss-Inquart tornou-se chanceler e convidou o exército alemão a cruzar a fronteira. O Anschluss foi declarado no dia seguinte, quando a Áustria se tornou parte da Alemanha. O público austríaco em geral acolheu favoravelmente o exército alemão e o novo papel da Áustria como província alemã.
A Grã-Bretanha e a França seguiram o apaziguamento e não intervieram. Hitler realizou um plebiscito um mês depois, reivindicando 99% dos votos a favor do Anschluss e de seu governo. Os judeus da Áustria caíram sob o controle nazista. Alguns conseguiram escapar; o resto foi posteriormente assassinado no Holocausto. O Anschluss foi revertido em 1945 e a Áustria foi ocupada pelos Aliados separadamente da Alemanha até 1955. Seyss-Inquart foi enforcado após ser julgado em Nuremberg.

### Reindependência
No final de abril de 1945, as Potências Aliadas entraram na Áustria e retiraram o país do Terceiro Reich Alemão. Um governo provisório austríaco, liderado por Karl Renner, declarou a independência recuperada do país no contexto após a queda do Terceiro Reich. A constituição democrática da Áustria foi restabelecida e as eleições do final de 1945 abriram caminho para um novo governo federal. Leopold Figl tornou-se o primeiro Chanceler da Áustria. A Alemanha, no entanto, foi ocupada pelas potências aliadas e dividida em quatro zonas de governo: britânica, francesa, americana e soviética. A ocupação militar da Alemanha terminou em 1949, quando tais zonas foram organizadas na República Federal da Alemanha (Alemanha Ocidental) e na República Democrática Alemã (Alemanha Oriental).
Após a Segunda Guerra Mundial, não houve nenhum esforço sério entre os cidadãos ou partidos políticos para unir a Alemanha e a Áustria. Além disso, o Tratado do Estado Austríaco proíbe tal união e a constituição exigia a neutralidade da Áustria. Um inquérito de 1987 revelou que apenas 6% dos austríacos se identificaram como “alemães”. A Áustria começou a desenvolver uma identidade nacional separada da Alemanha, embora ambos os países continuassem a cooperar estreitamente nos domínios económico e cultural durante a Guerra Fria. Além disso, as relações políticas entre os dois países têm sido fortes e amigáveis.
Além de uma forma de identidade na Áustria que olhava para a Alemanha, também houve formas de identidade austríaca que rejeitaram a reunificação da Áustria com a Alemanha e a identidade alemã com base na preservação da identidade religiosa católica dos austríacos do perigo potencial representado por fazer parte de uma Alemanha de maioria protestante, bem como sua herança histórica diferente em relação à sua origem principalmente celta (é o local da primeira cultura celta e os celtas foram seus primeiros colonizadores), eslava, avar, rética e romana antes da colonização dos germânicos Baiuvarii (antigos bávaros alemães). Além disso; algumas regiões da Áustria reconhecem línguas minoritárias como línguas oficiais ao lado do alemão, como o croata de Burgenland, o esloveno e o húngaro.

### União Europeia

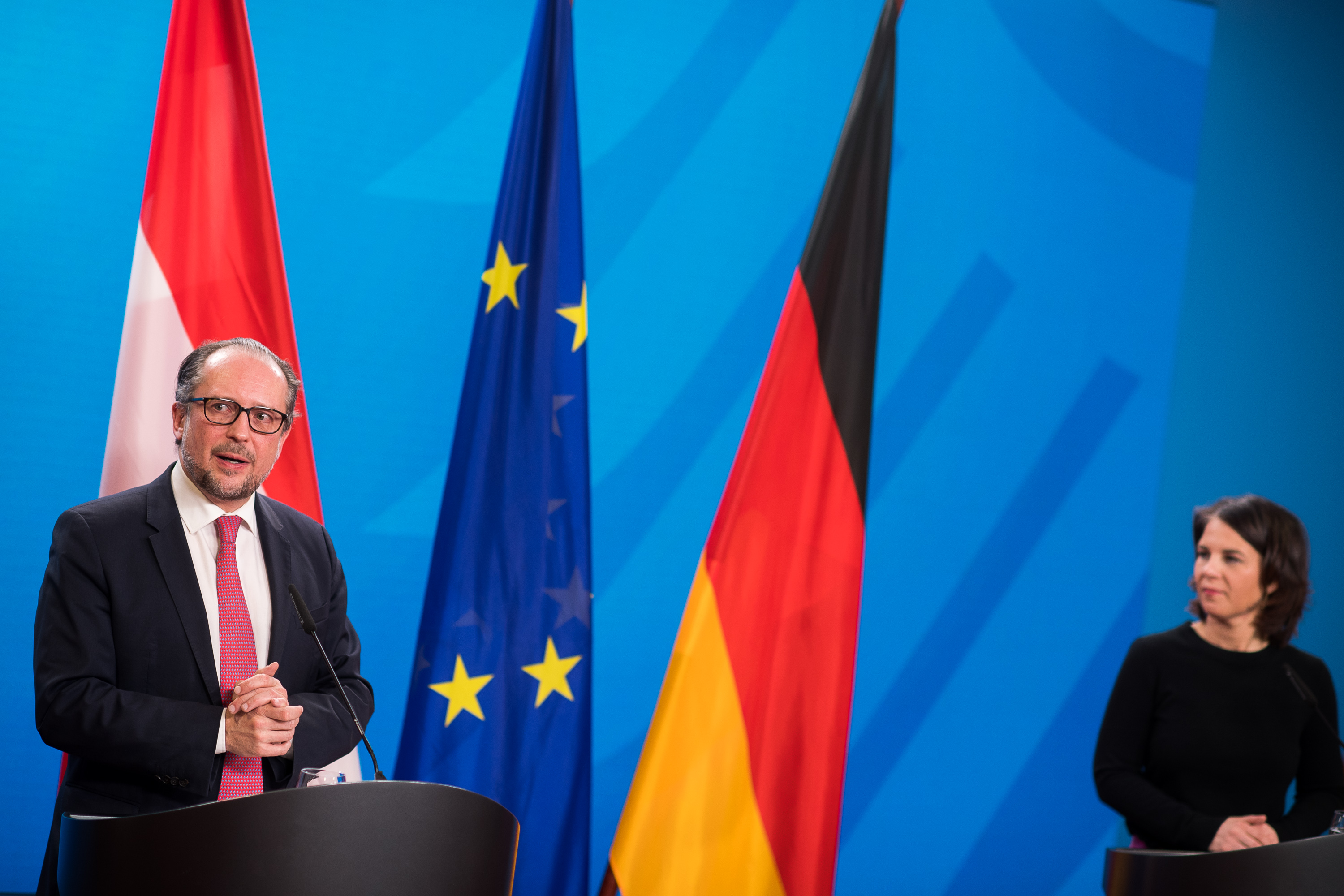
O ministro das Relações Exteriores, Alexander Schallenberg, com a ministra das Relações Exteriores da Alemanha, Annalena Baerbock, em 2022.

Em 1995, a Áustria aderiu à União Europeia e ao seu Espaço Schengen. Isto eliminou efectivamente a fronteira terrestre física entre a Alemanha e a Áustria e permitiu que ambos os países consolidassem ainda mais os seus já fortes laços. Em 1999, a Alemanha e a Áustria tornaram-se dois dos membros fundadores da zona euro e adoptaram o euro como moeda legal em 2001.

### Espionagem
De acordo com reportagens do Der Standard and Profil, o Bundesnachrichtendienst se envolveu em espionagem na Áustria entre 1999 e 2006, espionando alvos incluindo a Agência Internacional de Energia Atômica, a Organização dos Países Exportadores de Petróleo, a Agência de Imprensa da Áustria, embaixadas e bancos austríacos e ministérios do governo. O governo da Áustria apelou à Alemanha para esclarecer as alegações.

## Missões diplomáticas residentes
- A Áustria tem uma embaixada em Berlim e um consulado-geral em Munique.[10]
- A Alemanha tem uma embaixada em Viena.[11]

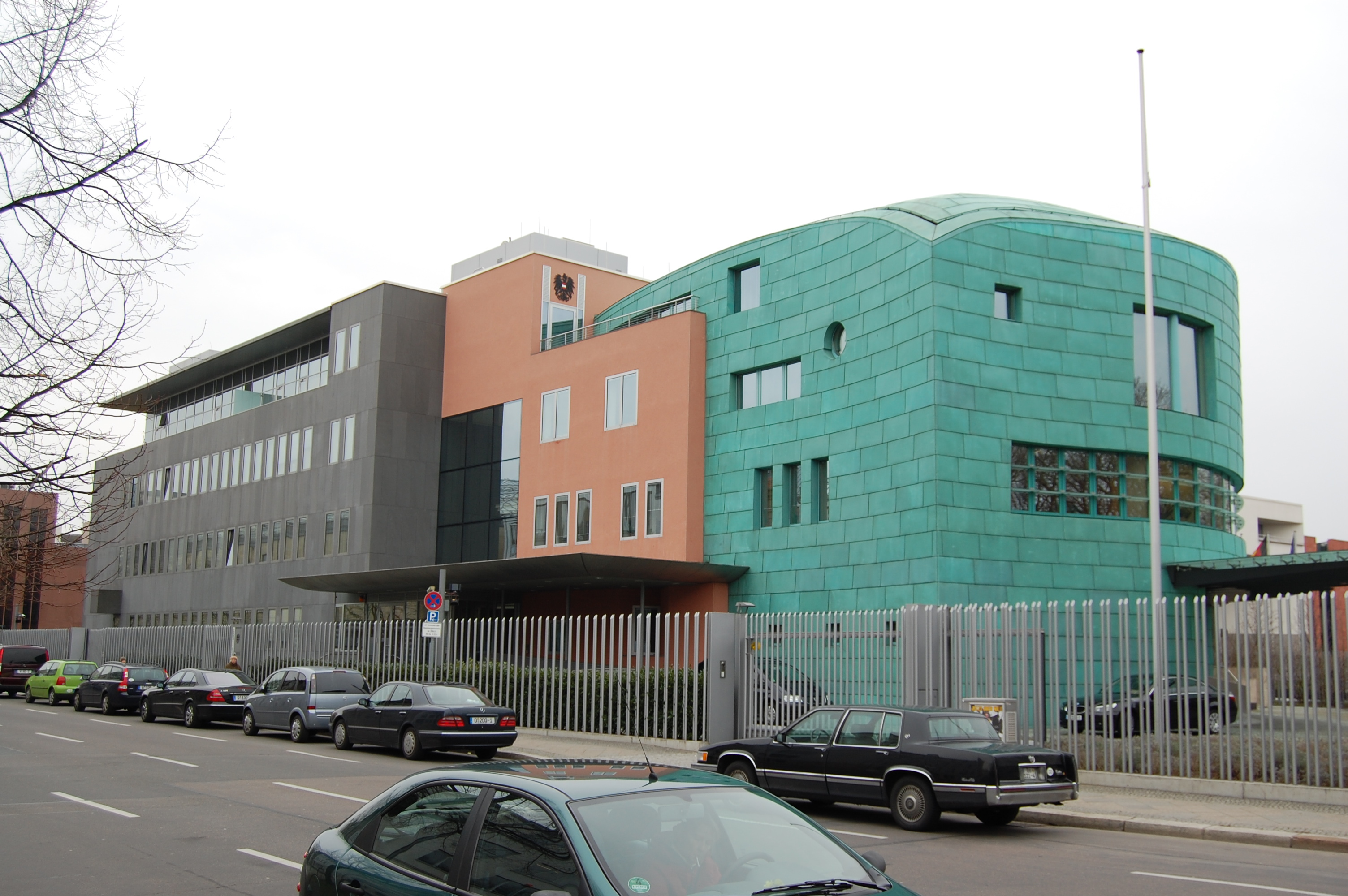
Embaixada da Áustria em Berlim
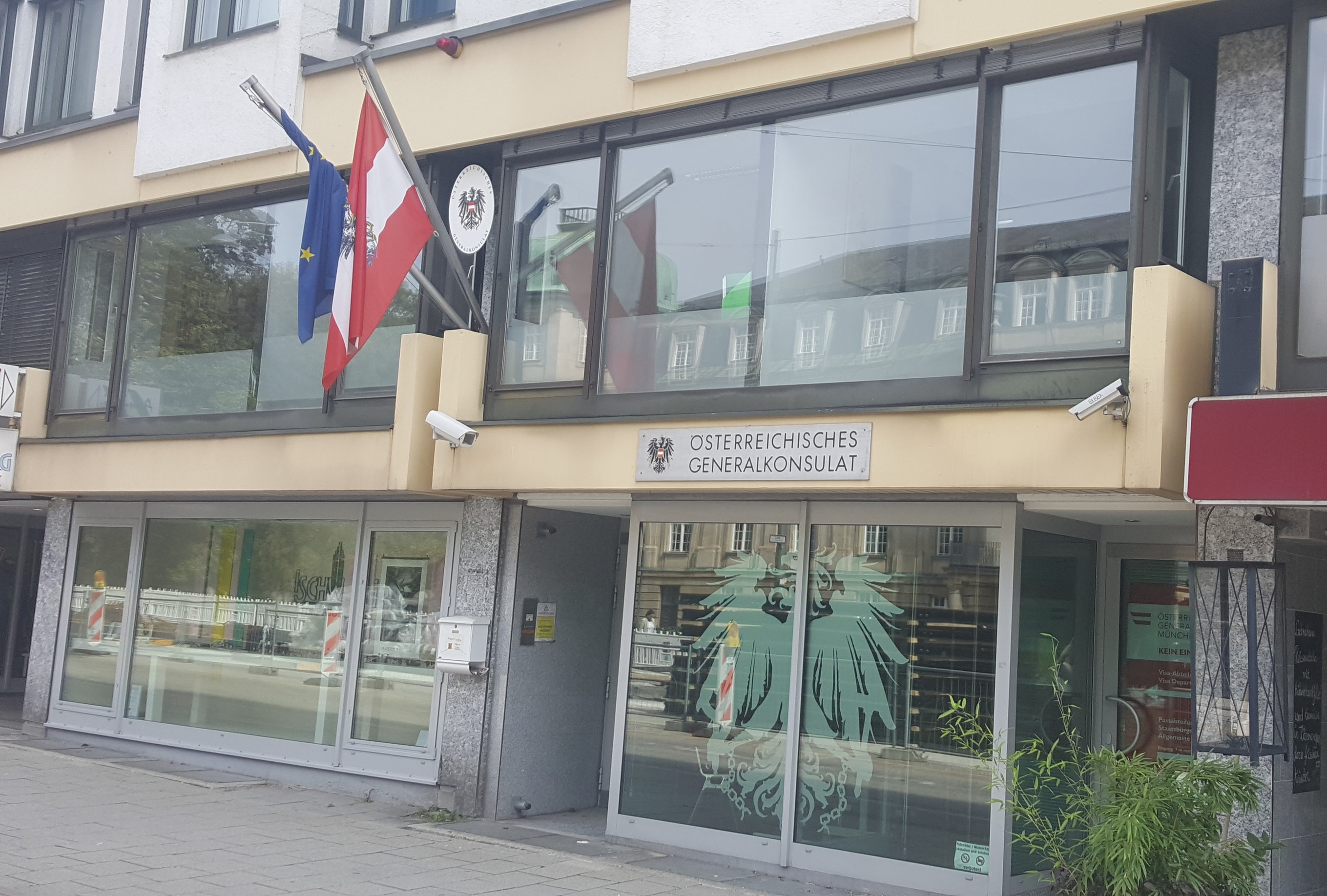
Consulado-Geral da Áustria em Munique
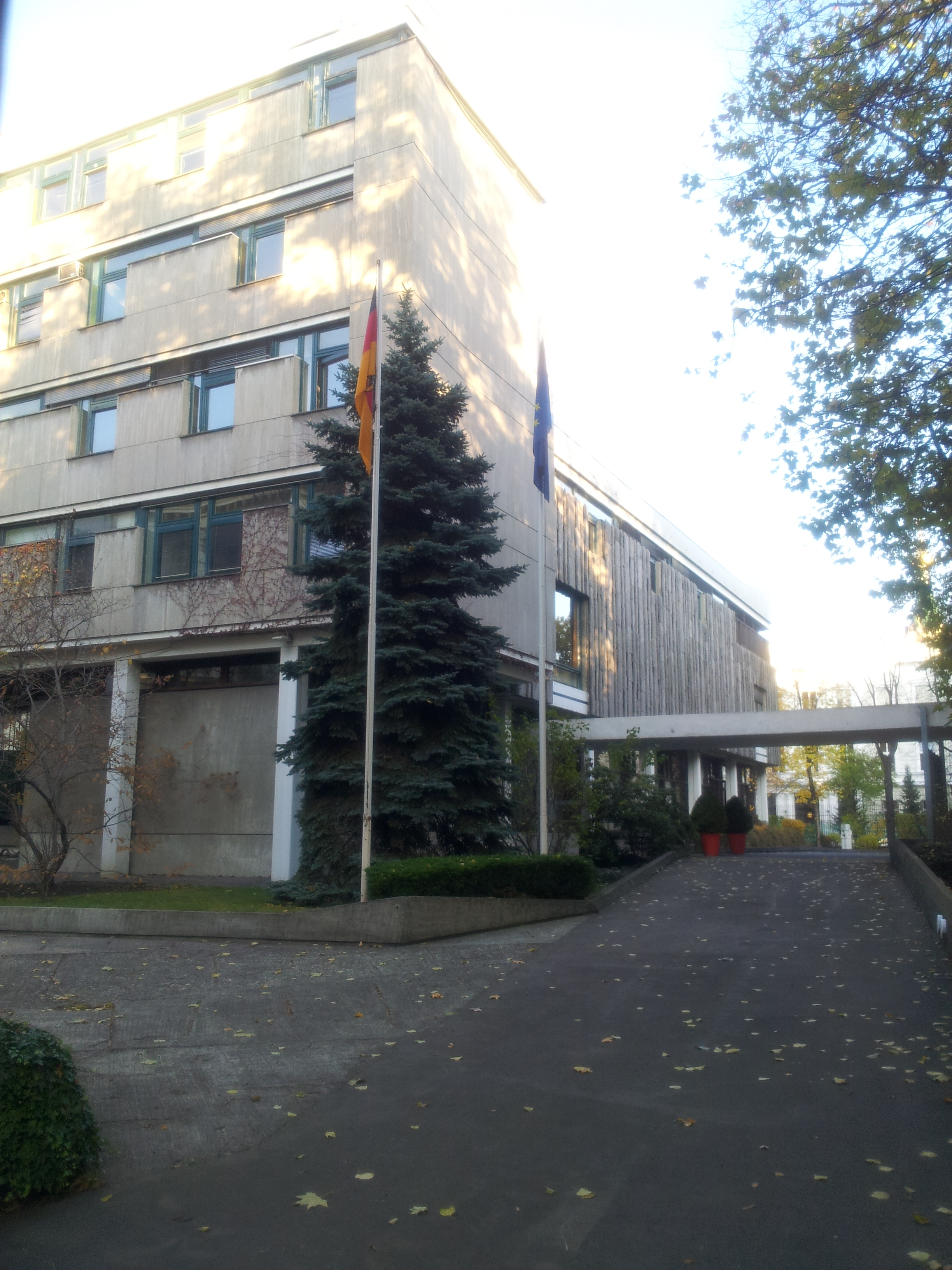
Embaixada da Alemanha em Viena